# اچ‌ام‌اس وایتینگ (۱۸۹۶)

{{Infobox ship characteristics
اچ‌ام‌اس وایتینگ (۱۸۹۶) (به انگلیسی: HMS Whiting (1896)) یک کشتی بود که طول آن ۲۱۹ فوت ۹ اینچ (۶۶٫۹۸ متر) Length overall بود. این کشتی در سال ۱۸۹۷ (میلادی)|۱۸۹۷]] ساخته شد.